# WPA 세계 나인볼 선수권
WPA 세계 나인볼 선수권(WPA World Nine-ball Championship)은 1990년부터 매년 개최되는 프로 나인볼 포켓볼 토너먼트이다. 이 선수권 대회는 세계 포켓볼 당구 협회(WPA)의 승인을 받았으며, 주로 매치룸 스포츠가 후원하고 조직하며, 이들은 이 이벤트를 세계 포켓볼 선수권으로 홍보한다. 이 선수권 대회는 남자, 여자, 휠체어 부문으로 나뉜다.

## 역사
1989년 여름, 세계 포켓볼 당구 협회(WPA)는 세계 선수권 대회 개최를 계획하기 시작했다. 이 단체는 초청장, 규칙, 스포츠 규정 및 세칙을 보냈다. 반응은 긍정적이었고, 임시 이사회가 구성되었다.
1990년 3월, 제1회 WPA 세계 나인볼 선수권 대회가 독일 베르크하임에서 개최되었다. 경기장은 남자 32명과 여자 16명이 별도의 부문으로 참가했으며, 이후 매년 개최되는 행사가 되었다. 이 행사는 1999년까지 WPA가 단독으로 조직했다.
1999년 7월, 매치룸 스포츠는 이 대회 조직에 참여하려고 시도했지만, 그들의 입찰은 실패했다. WPA 대회는 스페인 알리칸테에서 열렸고, 미국의 닉 바너가 우승했다. ESPN에서 방송되었으며, TV로 방영된 최초의 프로 나인볼 선수권 대회였다. 한편, 매치룸 스포츠는 대신 "세계 프로 포켓볼 선수권"이라는 이름의 토너먼트를 조직했는데, 이는 웨일스 카디프에서 열린 경쟁적인 비WPA 승인 대회였으며, 필리핀의 에프렌 레이스가 우승했다.
2000년, 매치룸과 WPA는 토너먼트를 하나의 공식 세계 선수권 대회로 합병하기로 합의했다. WPA는 또한 1999년 매치룸 대회의 결과를 인정하기로 합의하여, 공식 기록에는 바너와 레이스 모두 1999년 세계 챔피언으로 표시된다. 매치룸은 이 대회의 홍보 이름을 "월드 포켓볼 챔피언십"으로 변경하여 "프로"라는 단어를 제목에서 제외했다. 이 대회는 2003년까지 카디프에서 계속되었다.
2001년, 남자 부문의 참가자 수가 128명으로 늘어났고, 남자 부문 1등 상금이 $65,000로 인상되었다.

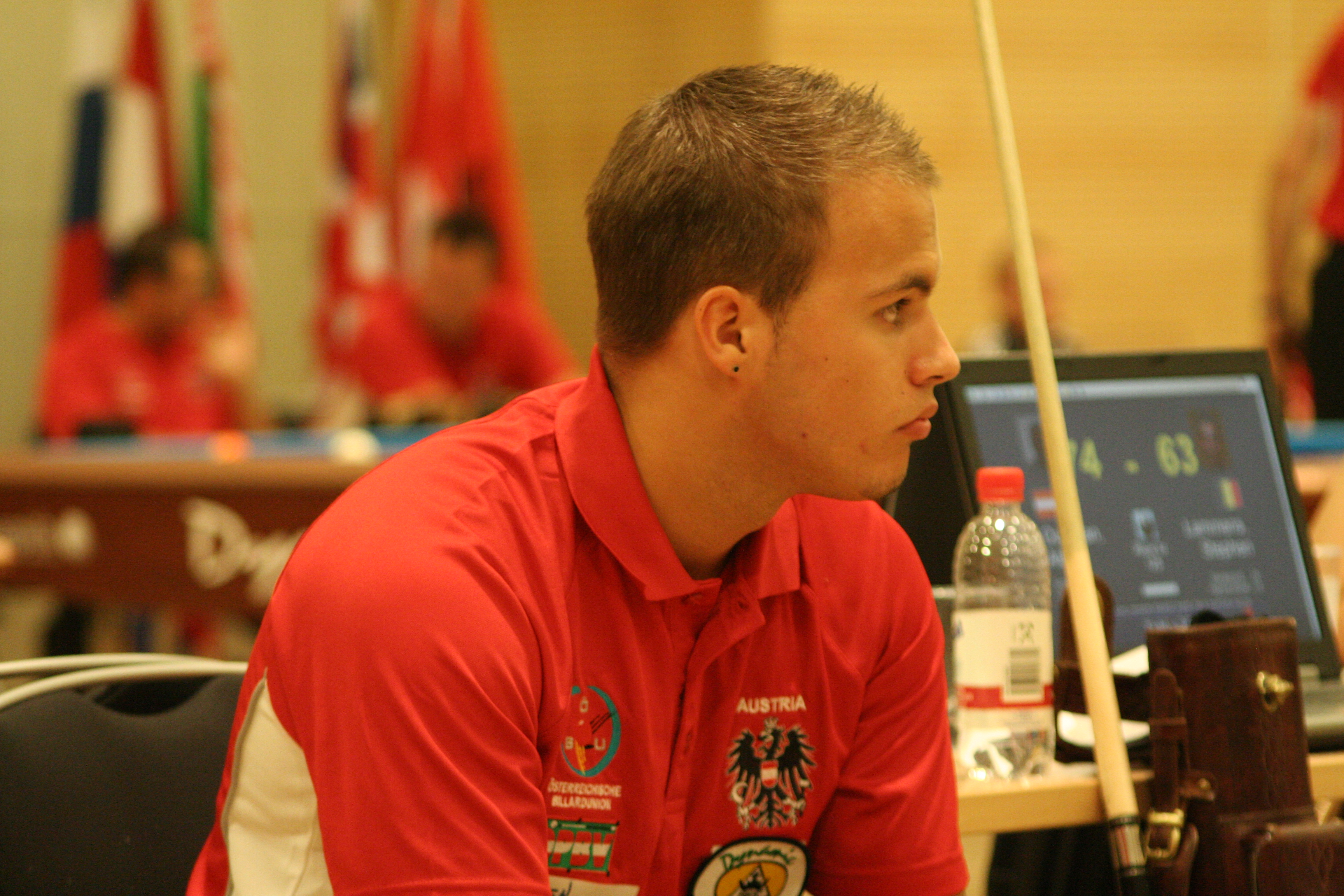
두 차례 챔피언 알빈 오이샨

2004년과 2005년 대회는 대만에서 개최되었으며, 2004년 기준 남자 부문 1등 상금은 $75,000였다. 2005년 대회에서는 두 가지 규칙 변경이 있었다: 마지막 64강 및 32강 경기는 10점 레이스 형식으로 확장되었고, 경기를 더 어렵게 만들기 위해 테이블의 포켓이 좁아졌다.
2006년 대회에서는 필리핀이 2년 동안 개최국이 되었다. 모든 경기는 조별 예선부터 결승까지 교대 브레이크 방식으로 진행되었다. 남자 부문 1등 상금은 $100,000로 늘어났다. 2007년에는 11월 3일부터 11일까지 대회가 진행되었으며, 잉글랜드의 대릴 피치가 우승했다. 글로벌 경기 침체로 인해 2008년에는 선수권 대회가 다시 개최되지 않았다. 한동안 매치룸이나 WPA 모두 재개에 대한 예측을 발표하지 않았고, 2009년에도 대회가 열리지 않았다.
2년간의 공백 끝에, 토너먼트는 2010 WPA 세계 나인볼 선수권으로 카타르 도하에서 돌아왔다. 필리핀의 프란시스코 부스타만테가 2010년 타이틀을 획득했다. 이 대회는 이후 2019년까지 도하에서 매년 개최되었다. 코로나19 범유행으로 인해 2020년에는 개최되지 않았으며, 2021년에는 잉글랜드 밀턴킨스에서 재개되었다. 2022년 대회는 4월 6일부터 10일까지 밀턴킨스에서 열렸다.

## 우승자
| 연도 | 날짜                                   | 장소                                   | 우승자                                 | 준우승자                               | 최종 점수                              |
| ---- | -------------------------------------- | -------------------------------------- | -------------------------------------- | -------------------------------------- | -------------------------------------- |
| 1990 | 3월 3-7일                              | 베르크하임, 독일                       | 얼 스트릭랜드                          | 제프 카터                              | 3–1 (세트)                             |
| 1991 | 5월 29일 – 6월 5일                     | 라스베이거스, 미국                     | 얼 스트릭랜드 (2)                      | 닉 바너                                | 9–7                                    |
| 1992 | 4월 1-5일                              | 타이베이, 대만                         | 조니 아처                              | 바비 헌터                              | 13–12                                  |
| 1993 | 12월 7-12일                            | 쾨니히스빈터, 독일                     | 차오 퐁팡                              | 토마스 하슈                            | 2–0 (세트)                             |
| 1994 | 11월 2-6일                             | 시카고, 미국                           | 오쿠무라 다케시                        | 이쓰자키 야스나리                      | 9–6                                    |
| 1995 | 11월 15-19일                           | 타이베이, 대만                         | 올리버 오르트만                        | 댈러스 웨스트                          | 11–9                                   |
| 1996 | 10월 23-27일                           | 볼렝에, 스웨덴                         | 랄프 수케                              | 톰 스톰                                | 11–1                                   |
| 1997 | 10월 1-5일                             | 시카고, 미국                           | 조니 아처 (2)                          | 리 쿤팡                                | 9–3                                    |
| 1998 | 11월 11-15일                           | 타이베이, 대만                         | 다카하시 쿠니히코                      | 조니 아처                              | 13–3                                   |
| 1999 | 7월 18-26일                            | 카디프, 웨일스                         | 에프렌 레이스                          | 창 하오핑                              | 17–8                                   |
| 1999 | 12월 5-12일                            | 알리칸테, 스페인                       | 닉 바너                                | 제레미 존스                            | 13–8                                   |
| 2000 | 7월 1-9일                              | 카디프, 웨일스                         | 차오 퐁팡 (2)                          | 이스마엘 파에스                        | 17–6                                   |
| 2001 | 7월 14-22일                            | 카디프, 웨일스                         | 미카 임모넨                            | 랄프 수케                              | 17–10                                  |
| 2002 | 7월 13-21일                            | 카디프, 웨일스                         | 얼 스트릭랜드 (3)                      | 프란시스코 부스타만테                  | 17–15                                  |
| 2003 | 7월 12-20일                            | 카디프, 웨일스                         | 토르스텐 호만                          | 알렉스 파굴라얀                        | 17–10                                  |
| 2004 | 7월 10-18일                            | 타이베이, 대만                         | 알렉스 파굴라얀                        | 창 페이웨이                            | 17–13                                  |
| 2005 | 7월 2-10일                             | 가오슝, 대만                           | 우 자칭                                | 궈 포청                                | 17–16                                  |
| 2006 | 11월 4-12일                            | 파사이, 필리핀                         | 로니 알카노                            | 랄프 수케                              | 17–11                                  |
| 2007 | 11월 3-11일                            | 케손시티, 필리핀                       | 대릴 피치                              | 로베르토 고메스                        | 17–15                                  |
| 2008 | 금융 위기로 인해 개최되지 않음         | 금융 위기로 인해 개최되지 않음         | 금융 위기로 인해 개최되지 않음         | 금융 위기로 인해 개최되지 않음         | 금융 위기로 인해 개최되지 않음         |
| 2009 | 금융 위기로 인해 개최되지 않음         | 금융 위기로 인해 개최되지 않음         | 금융 위기로 인해 개최되지 않음         | 금융 위기로 인해 개최되지 않음         | 금융 위기로 인해 개최되지 않음         |
| 2010 | 6월 29일 – 7월 5일                     | 도하, 카타르                           | 프란시스코 부스타만테                  | 궈 포청                                | 13–7                                   |
| 2011 | 6월 25일 – 7월 1일                     | 도하, 카타르                           | 아카카리야마 유키오                    | 로니 알카노                            | 13–11                                  |
| 2012 | 6월 22-29일                            | 도하, 카타르                           | 대런 애플턴                            | 리 허원                                | 13–12                                  |
| 2013 | 9월 2-13일                             | 도하, 카타르                           | 토르스텐 호만 (2)                      | 안토니오 가비카                        | 13–7                                   |
| 2014 | 6월 16-27일                            | 도하, 카타르                           | 닐스 페이옌                            | 알빈 오이샨                            | 13–10                                  |
| 2015 | 9월 7-18일                             | 도하, 카타르                           | 코 핀이                                | 셰인 반 보닝                           | 13–11                                  |
| 2016 | 8월 1-4일                              | 도하, 카타르                           | 알빈 오이샨                            | 셰인 반 보닝                           | 13–6                                   |
| 2017 | 12월 5-14일                            | 도하, 카타르                           | 카를로 비아도                          | 롤랜드 가르시아                        | 13–5                                   |
| 2018 | 12월 10-20일                           | 도하, 카타르                           | 조슈아 필러                            | 카를로 비아도                          | 13–10                                  |
| 2019 | 12월 13-17일                           | 도하, 카타르                           | 표도르 고르스트                        | 창 중린                                | 13–11                                  |
| 2020 | 코로나19 범유행으로 인해 개최되지 않음 | 코로나19 범유행으로 인해 개최되지 않음 | 코로나19 범유행으로 인해 개최되지 않음 | 코로나19 범유행으로 인해 개최되지 않음 | 코로나19 범유행으로 인해 개최되지 않음 |
| 2021 | 6월 6-10일                             | 밀턴킨스, 잉글랜드                     | 알빈 오이샨 (2)                        | 오마르 알 샤힌                         | 13–9                                   |
| 2022 | 4월 6-10일                             | 밀턴킨스, 잉글랜드                     | 셰인 반 보닝                           | 알빈 오이샨                            | 13–6                                   |
| 2023 | 2월 1-5일                              | 키엘체, 폴란드                         | 프란시스코 산체스 루이스               | 모하마드 수피                          | 13–10                                  |
| 2024 | 6월 3-8일                              | 지다, 사우디아라비아                   | 표도르 고르스트 (2)                    | 틀:국기그름 에클렌트 카치              | 15–14                                  |
| 2025 | 7월 21-26일                            | 지다, 사우디아라비아                   | 카를로 비아도 (2)                      | 표도르 고르스트                        | 15–13                                  |

### 기록
- 얼 스트릭랜드는 WPA 세계 나인볼 선수권에서 가장 많은 우승(3회) 기록을 보유하고 있다 (1990, 1991, 2002).
- 얼 스트릭랜드는 가장 많은 연속 우승(2회) 기록을 보유하고 있다 (1990, 1991).
- 알빈 오이샨은 가장 많은 결승 진출(4회) 기록을 보유하고 있다 (2014, 2016, 2021, 2022).
- 현재까지 토너먼트에서 우승한 가장 나이 많은 당구 선수는 미국의 닉 바너로, 우승 당시 51세였다. 가장 어린 선수는 중화 타이베이의 우 자칭으로, 우승 당시 16세였다.

## 최고 성적자
| 이름                     | 국적          | 우승 | 준우승 | 결승 진출 | 준결승 이상 | 본선 진출 |
| ------------------------ | ------------- | ---- | ------ | --------- | ----------- | --------- |
| 얼 스트릭랜드            | 미국          | 3    | 0      | 3         | 5           | 6         |
| 알빈 오이샨              | 오스트리아    | 2    | 2      | 4         | 4           | 8         |
| 조니 아처                | 미국          | 2    | 1      | 3         | 5           | 10        |
| 카를로 비아도            | 필리핀        | 2    | 1      | 3         | 4           | 7         |
| 표도르 고르스트          | 미국          | 2    | 1      | 2         | 3           | 3         |
| 차오 퐁팡                | 중화 타이베이 | 2    | 0      | 2         | 3           | 5         |
| 토르스텐 호만            | 독일          | 2    | 0      | 2         | 2           | 6         |
| 랄프 수케                | 독일          | 1    | 2      | 3         | 6           | 11        |
| 셰인 반 보닝             | 미국          | 1    | 2      | 3         | 4           | 9         |
| 알렉스 파굴라얀          | 캐나다        | 1    | 1      | 2         | 3           | 7         |
| 프란시스코 부스타만테    | 필리핀        | 1    | 1      | 2         | 3           | 7         |
| 닉 바너                  | 미국          | 1    | 1      | 2         | 3           | 3         |
| 로니 알카노              | 필리핀        | 1    | 1      | 2         | 2           | 3         |
| 에프렌 레이스            | 필리핀        | 1    | 0      | 1         | 2           | 7         |
| 오쿠무라 다케시          | 일본          | 1    | 0      | 1         | 2           | 5         |
| 우 자칭                  | 중국          | 1    | 0      | 1         | 2           | 5         |
| 프란시스코 산체스 루이스 | 스페인        | 1    | 0      | 1         | 2           | 4         |
| 코 핀이                  | 중화 타이베이 | 1    | 0      | 1         | 1           | 9         |
| 미카 임모넨              | 핀란드        | 1    | 0      | 1         | 1           | 9         |
| 올리버 오르트만          | 독일          | 1    | 0      | 1         | 1           | 6         |
| 다카하시 쿠니히코        | 일본          | 1    | 0      | 1         | 1           | 5         |
| 닐스 페이옌              | 네덜란드      | 1    | 0      | 1         | 1           | 5         |
| 대런 애플턴              | 잉글랜드      | 1    | 0      | 1         | 1           | 4         |
| 조슈아 필러              | 독일          | 1    | 0      | 1         | 1           | 4         |
| 대릴 피치                | 잉글랜드      | 1    | 0      | 1         | 1           | 3         |
| 아카카리야마 유키오      | 일본          | 1    | 0      | 1         | 1           | 1         |
| 궈 포청                  | 중화 타이베이 | 0    | 2      | 2         | 3           | 5         |
| 리 쿤팡                  | 중화 타이베이 | 0    | 1      | 1         | 2           | 4         |
| 에클렌트 카치            | 알바니아      | 0    | 1      | 1         | 2           | 2         |
| 톰 스톰                  | 스웨덴        | 0    | 1      | 1         | 2           | 4         |
| 창 중린                  | 중화 타이베이 | 0    | 1      | 1         | 1           | 4         |
| 댈러스 웨스트            | 미국          | 0    | 1      | 1         | 1           | 4         |
| 제레미 존스              | 미국          | 0    | 1      | 1         | 1           | 4         |
| 안토니오 가비카          | 필리핀        | 0    | 1      | 1         | 1           | 3         |
| 오마르 알 샤힌           | 쿠웨이트      | 0    | 1      | 1         | 1           | 3         |
| 창 하오핑                | 중화 타이베이 | 0    | 1      | 1         | 1           | 2         |
| 모하마드 수피            | 시리아        | 0    | 1      | 1         | 1           | 2         |
| 리 허원                  | 중국          | 0    | 1      | 1         | 1           | 2         |
| 로베르토 고메스          | 필리핀        | 0    | 1      | 1         | 1           | 2         |
| 바비 헌터                | 미국          | 0    | 1      | 1         | 1           | 1         |
| 창 페이웨이              | 중화 타이베이 | 0    | 1      | 1         | 1           | 1         |
| 이스마엘 파에스          | 멕시코        | 0    | 1      | 1         | 1           | 1         |
| 제프 카터                | 미국          | 0    | 1      | 1         | 1           | 1         |
| 롤랜드 가르시아          | 필리핀        | 0    | 1      | 1         | 1           | 1         |
| 토마스 하슈              | 독일          | 0    | 1      | 1         | 1           | 1         |
| 이쓰자키 야스나리        | 일본          | 0    | 1      | 1         | 1           | 1         |

- 현역 참가자는 굵은 글씨로 표시된다.
- 결승에 진출한 선수만 포함된다.
- 본선 진출은 대회 16강에 진출한 선수를 의미한다.
- 기록이 동일한 경우, 선수는 이름의 알파벳 순서로 정렬된다.